# План-д’Оргон
План-д’Оргон (фр. Plan-d'Orgon) — коммуна на юго-востоке Франции в регионе Прованс — Альпы — Лазурный Берег, департамент Буш-дю-Рон, округ Арль, кантон Шаторенар.
Площадь коммуны — 14,94 км², население — 2698 человек (2006) с выраженной тенденцией к росту: 3067 человек (2012), плотность населения — 205,3 чел/км².

## Население
Население коммуны в 2011 году составляло 2981 человек, а в 2012 году — 3067 человек.
| 1962 | 1968 | 1975 | 1982 | 1990 | 1999 | 2006 | 2007 | 2011 | 2012 |
| ---- | ---- | ---- | ---- | ---- | ---- | ---- | ---- | ---- | ---- |
| 1543 | 1707 | 1745 | 1885 | 2294 | 2401 | 2698 | 2738 | 2981 | 3067 |

Динамика населения:

## Экономика
В 2010 году из 1799 человек трудоспособного возраста (от 15 до 64 лет) 1364 были экономически активными, 435 — неактивными (показатель активности 75,8 %, в 1999 году — 70,3 %). Из 1364 активных трудоспособных жителей работали 1190 человек (658 мужчин и 532 женщины), 174 числились безработными (55 мужчин и 119 женщин). Среди 435 трудоспособных неактивных граждан 141 были учениками либо студентами, 132 — пенсионерами, а ещё 162 — были неактивны в силу других причин.
На протяжении 2010 года в коммуне числилось 1163 облагаемых налогом домохозяйства, в которых проживало 2940,0 человек. При этом медиана доходов составила 17 тысяч 206 евро на одного налогоплательщика.